# Persone di nome Margaret/Attori
| Questa pagina contiene informazioni ricavate automaticamente dalle voci biografiche con l'ausilio del template Bio e di un bot. L'aggiornamento è periodico e automatico e ricostruisce completamente la pagina. Se manca una persona in questa lista, sei pregato di non aggiungerla, ma accertati piuttosto che la sua voce biografica contenga il template Bio e che i dati anagrafici siano correttamente compilati. Se il template Bio manca, inseriscilo tu stesso o, in alternativa, metti l'avviso {{tmp\|Bio}} che ne segnala la mancanza. Se i dati riportati sono sbagliati, correggi direttamente la voce biografica; le modifiche saranno visibili in questa lista entro pochi giorni. Per chiarimenti vedi il progetto biografie. La lista contiene solo le 57 persone che sono citate nell'enciclopedia e per le quali è stato implementato correttamente il template Bio. Pagina aggiornata al 24 mar 2024. |

Questa è una lista di persone presenti nell'enciclopedia che hanno il prenome Margaret e sono attori.

## A(2)
- Margaret Anglin, attrice canadese (Ottawa, n. 1876 - Toronto, † 1958)
- Margaret Avery, attrice e cantante statunitense (Mangum, n. 1944)

## B(3)
- Maggie Blye, attrice statunitense (Houston, n. 1942 - West Hollywood, † 2016)
- Margaret Lee, attrice e showgirl britannica (Wolverhampton, n. 1943)
- Marla Gibbs, attrice e cantante statunitense (Chicago, n. 1931)

## C(5)
- Margaret Campbell, attrice statunitense (Saint Louis, n. 1883 - Los Angeles, † 1939)
- Maggie Castle, attrice canadese (Montréal, n. 1983)
- Meg Tilly, attrice, ballerina e scrittrice statunitense (Long Beach, n. 1960)
- Margaret Colin, attrice statunitense (New York, n. 1958)
- Margaret Courtenay, attrice britannica (Cardiff, n. 1923 - Londra, † 1996)

## D(1)
- Margaret Dumont, attrice statunitense (Brooklyn, n. 1882 - Hollywood, † 1965)

## E(1)
- Margaret Edwards, attrice statunitense (Los Angeles, n. 1895 - † 1929)

## F(2)
- Margaret Anne Florence, attrice, cantante e modella statunitense (Charleston, n. 1978)
- Meg Foster, attrice statunitense (Reading, n. 1948)

## G(1)
- Margaret Gibson, attrice statunitense (Colorado Springs, n. 1894 - Hollywood, † 1964)

## H(3)
- Margaret Hamilton, attrice statunitense (Cleveland, n. 1902 - Salisbury, † 1985)
- Margaret Hayes, attrice statunitense (Baltimora, n. 1913 - Miami Beach, † 1977)
- Meg Ryan, attrice, produttrice cinematografica e produttrice televisiva statunitense (Fairfield, n. 1961)

## J(3)
- Maggie Wheeler, attrice statunitense (New York, n. 1961)
- Margaret John, attrice britannica (Swansea, n. 1926 - Swansea, † 2011)
- Margaret Joslin, attrice statunitense (Cleveland, n. 1883 - Glendale, † 1956)

## K(3)
- Margaret Rose Keil, attrice tedesca (Berlino, n. 1945)
- Margaret Kerry, attrice e doppiatrice statunitense (Los Angeles, n. 1929)
- Peggy Knudsen, attrice statunitense (Duluth, n. 1923 - Encino, † 1980)

## L(9)
- Margaret Ladd, attrice statunitense (Providence, n. 1942)
- Maggie Lawson, attrice statunitense (Louisville, n. 1980)
- Margaret Leahy, attrice inglese (Londra, n. 1902 - Los Angeles, † 1967)
- Margaret Leighton, attrice inglese (Barnt Green, n. 1922 - Chichester, † 1976)
- Margaret Lindsay, attrice statunitense (Dubuque, n. 1910 - Los Angeles, † 1981)
- Peggy Lipton, attrice statunitense (New York, n. 1946 - Los Angeles, † 2019)
- Margaret Livingston, attrice statunitense (Salt Lake City, n. 1900 - Warrington, † 1985)
- Margaret Lockwood, attrice britannica (Karachi, n. 1916 - Kensington, † 1990)
- Margaret Loomis, attrice statunitense (San Francisco, n. 1893 - Los Angeles, † 1969)

## M(5)
- Margaret Markov, attrice statunitense (Stockton, n. 1948)
- Yvonne De Carlo, attrice, cantante e ballerina canadese (Vancouver, n. 1922 - Los Angeles, † 2007)
- Margaret Morris, attrice statunitense (Minneapolis, n. 1898 - Los Angeles, † 1968)
- Peggy Mount, attrice inglese (Southend-on-Sea, n. 1915 - Northwood, † 2001)
- Peg Murray, attrice e cantante statunitense (Denver, n. 1924 - † 2020)

## N(1)
- Margaret Nolan, attrice britannica (Hampstead, n. 1943 - Camden, † 2020)

## O(1)
- Margaret Odette, attrice statunitense (Euless, n. 1980)

## Q(1)
- Maggie Q, attrice, produttrice cinematografica e modella statunitense (Honolulu, n. 1979)

## R(1)
- Margaret Rutherford, attrice britannica (Londra, n. 1892 - Chalfont St. Peter, † 1972)

## S(5)
- Margaret Seddon, attrice statunitense (Washington, n. 1872 - Filadelfia, † 1968)
- Margaret Sheridan, attrice statunitense (Los Angeles, n. 1926 - Orange, † 1982)
- Alexis Smith, attrice e cantante canadese (Penticton, n. 1921 - Los Angeles, † 1993)
- Maggie Smith, attrice britannica (Ilford, n. 1934)
- Margaret Sullavan, attrice statunitense (Norfolk, n. 1909 - New Haven, † 1960)

## T(3)
- Marlo Thomas, attrice e comica statunitense (Detroit, n. 1937)
- Margaret Thompson, attrice statunitense (Trinidad, n. 1889 - Los Angeles, † 1969)
- Margaret Tyzack, attrice britannica (Newham, n. 1931 - Londra, † 2011)

## W(7)
- Margaret Webster, attrice e regista teatrale britannica (New York, n. 1905 - Londra, † 1972)
- Margaret Whistler, attrice e costumista statunitense (Louisville, n. 1888 - Hollywood, † 1939)
- Margaret Whitton, attrice statunitense (Filadelfia, n. 1949 - Palm Beach, † 2016)
- JoBeth Williams, attrice, regista e produttrice cinematografica statunitense (Houston, n. 1948)
- Maisie Williams, attrice britannica (Bristol, n. 1997)
- Margaret Wright, attrice e doppiatrice statunitense (New York, n. 1917 - Los Angeles, † 1999)
- Margaret Wycherly, attrice britannica (Londra, n. 1881 - New York, † 1956)